# Jan z Książąt Litewskich
Jan (Janusz) z Książąt Litewskich, Jan Ochstat, Jan de Thelnicz  (ur. 8 stycznia 1499 prawdopodobnie w Krakowie, zm. 18 lutego 1538 w Poznaniu) – biskup wileński, biskup poznański, prepozyt kapituły katedralnej poznańskiej w latach 1512–1520, prepozyt płockiej kapituły katedralnej w latach 1512–1536, kanonik płockiej kapituły katedralnej, nieślubny syn Zygmunta Starego z pochodzącą z Moraw Katarzyną Ochstat Telniczanką, sekretarz króla Zygmunta I Starego od 1518 roku.

## Młodość
Jan był nieślubnym synem królewicza Zygmunta, przedostatniego syna króla Kazimierza Jagiellończyka. Zygmunt od początku roztoczył ojcowską opiekę nad Janem. Dziecko wychowywało się początkowo w Krakowie. Środki pieniężne na ten cel ojciec zdeponował u krakowskiego rajcy Keysera. Później Jan przebywał w Budzie, gdzie królewicz Zygmunt na dworze brata Władysława oczekiwał na rodzinne rozstrzygnięcia co do jego dalszego losu. Po uzyskaniu nominacji na namiestnika Śląska i Dolnych Łużyc królewicz zabrał na swój dwór w Głogowie syna wraz z matką. Po wstąpieniu Zygmunta na tron Polski wszyscy przeprowadzili się na Wawel. Jan przeznaczony został od początku do stanu duchownego i w tym kierunku był starannie  kształcony.
Jedenastoletniego chłopca ojciec mianował w 1510 r. kanonikiem krakowskim, wystarał się mu oczywiście przy tym o dyspensę od przeszkód kanonicznych u papieża Juliusza II oraz o nadanie szlachectwa. W latach 1512–1516 Jan studiował prawo rzymskie i kanoniczne na uniwersytecie w Bolonii. W tym czasie Zygmunt I (ok. 1514) nadał mu tytuł „z Książąt Litewskich”. Pomimo braku święceń kapłańskich książę czynił postępy w kościelnej karierze. Jeszcze podczas studiów we Włoszech otrzymał kolejną prebendę, prepozyturę płocką, a w 1516 r. został dodatkowo kanonikiem poznańskim. W latach 1518–1519 Jan pełnił funkcję jednego z sekretarzy królewskich.

## Biskup wileński

### Trudne początki
Ojciec zamierzał wystarać się mu o jakieś biskupstwo na Węgrzech, jednak ostatecznie posłał syna na Litwę. W 1519 roku papież Leon X wyraził zgodę na objęcie przez Jana biskupstwa wileńskiego. Biskup nadal nie miał święceń kapłańskich. Prawdopodobnie wiązało się to z rodzącymi się od czasu do czasu projektami ożenienia go, np. w 1526 r. z księżną mazowiecką Anną i nadania mu w lenno Mazowsza. Dopiero w 1531 r. książę nabrał ostatecznie pewności, że pozostanie w stanie duchownym i przyjął święcenia.
Litewska magnateria niechętnie przyjęła królewskiego syna, uważając, zresztą słusznie, że będzie on rzecznikiem polityki Zygmunta I na Litwie. Młody biskup wykazywał dużą pobłażliwość dla matki (zm. 1528), która przybyła do Wilna razem z nim. Katarzyna Kościelecka była już wówczas wdową i nie miała najlepszej opinii. Otaczała się młodymi mężczyznami. Posądzano ją o trudnienie się znachorstwem i czarami. Bezceremonialnie mieszała się do zarządu diecezji, co zmusiło nuncjusza papieskiego Zachariasza Ferreriusa do ingerencji i zlecenia opieki nad diecezją wileńską biskupom: krakowskiemu i łuckiemu. Zachowanie matki pogłębiało również niesnaski między Janem a panami litewskimi. Biskup brał w tym czasie aktywny udział w akcji mającej na celu zapewnienie dwuletniemu przyrodniemu bratu Zygmuntowi Augustowi sukcesji na Litwie, co miało umocnić pozycję Jagiellonów również w Polsce. Spory nabrały takiej temperatury, że 22 listopada 1522 r., podczas sprzeczki, wojewodzic Stanisław Radziwiłł rzucił się z szablą na biskupa, którego obronił Piotr Kmita i skończyło się tylko na zranieniu palca zaatakowanego. 4 grudnia 1522 r. rada panów litewskich złożyła przysięgę królewiczowi jako następcy tronu wielkoksiążęcego. Stosunki Jana z możnymi litewskimi były tak złe, że prosił on ojca o mianowanie go na jakieś inne biskupstwo, wspominał o płockim czy krakowskim. Akurat w tej sprawie litewscy panowie gorąco popierali jego starania. Król Zygmunt odmówił jednak prośbom.

### „Namiestnik” królewski
Biskup w coraz większym stopniu stawał się faktycznym zastępcą ojca na Litwie. Utrzymywał bliskie kontakty z „legalną” rodziną. W 1525 r. wraz z Zygmuntem Starym i królową Boną odbył pielgrzymkę do Szczepanowa, miejsca urodzin św. Stanisława biskupa. Z królową Boną łączyły go wręcz przyjacielskie stosunki. Był rzecznikiem jej polityki na Litwie, zmierzającej do umocnienia dynastii, osłabienia pozycji możnych litewskich, mocno wspierał jej działania mające na celu odzyskanie dóbr wielkoksiążęcych zawłaszczonych przez możnowładztwo i działania gospodarcze usprawniające zarządzanie majątkami wielkoksiążęcymi. Sam również był świetnym gospodarzem.
Za swoje zasługi, a prawdopodobnie i ze względów rodzinnych, był hojnie wynagradzany przez króla. Oprócz majątków ziemskich położonych w różnych dzielnicach Wielkiego Księstwa otrzymał w 1524 Szawle, w 1525 – Żytomierz, w 1529 – Krzemieniec. Majątki na przedmieściach tego ostatniego darował w 1536 r. wraz ze swoimi dobrami położonymi na grodzieńszczyźnie królowej Bonie, za co ta wystarała się mu u króla o zarząd cła, komór solnych i woskowych na Wołyniu. Oprócz tego Jan skupował majątki ziemskie, np. w 1535 r. Horodyszcze i Tychomlę na Żmudzi, tę ostatnią przemianował na Januszpol. Kupował i tworzył cegielnie i wapienniki. W dużej mierze swymi ogromnymi majętnościami kierował sam lub bezpośrednio nadzorując działalność dzierżawców i zarządców. Również królowa Bona oddawała mu pod nadzór swoje niektóre majątki, np. już w latach 1521–1522 był współrządcą jej dóbr pińskich. Często był pośrednikiem w transakcjach majątkowych królowej. Biskup stał się jednym z największych posiadaczy ziemskich na Litwie. Według przeprowadzonego w 1528 r. popisu wojskowego już wówczas Jan posiadał 3776 dymów (gospodarstw chłopskich), z których powinien wystawić 236 konnych rycerzy. Była to dziewiąta co do wielkości majętność w Wielkim Księstwie, większa od posiadłości Kiszków czy Chodkiewiczów, a przecież budowana tylko 9 lat. Przez następne 8 lat pobytu na Litwie znacznie się jeszcze powiększyła.
Wraz z nadaniem w 1524 r. Szawli Jan otrzymał tytuł wojewody szawelskiego. Protestował przeciwko temu starosta żmudzki, gdyż Szawle leżały w tej jednostce administracyjnej, równorzędnej województwu. Za tytułem nie poszła organizacja nowego województwa, mimo to do końca życia w tytulaturze Jana znajdowało się miano „wojewoda i dziedzic Szawli”. Nie wiadomo, jaka koncepcja wiązała się z tą decyzją króla i dlaczego nie została zrealizowana.
W 1526 r. Jan, wspólnie z wojewodą kijowskim, ojcem Barbary Radziwiłłówny, Jerzym Radziwiłłem, wysunął na zjeździe warszawskim postulat podniesienia Litwy do godności królestwa. Projekt spotkał się z ostrym sprzeciwem panów polskich i upadł. W 1529 roku Jan pokierował ważną dla domu jagiellońskiego akcją wyniesienia królewicza Zygmunta Augusta na tron wielkoksiążęcy (18 października). W tym czasie biskup prowadził w imieniu króla i po myśli Bony całokształt litewskiej polityki łącznie z utrzymywaniem stosunków dyplomatycznych w imieniu Wielkiego Księstwa, m.in. z księciem Albrechtem Hohenzollernem, Ferdynandem I i hospodarem mołdawskim Piotrem Rareszem. Wspierał fortyfikowanie granic państwa, interesował się sprawami obrony przed najazdami tatarskimi. Jako członek rady książęcej (biskup wileński wchodził do niej z urzędu) czynnie uczestniczył w jej posiedzeniach i brał udział w obradach sejmu litewskiego. Towarzyszył królowi podczas jego pobytów na Litwie, często też pojawiał się na dworze wawelskim.
Działalność Jana, w dużej mierze sprzeczna z interesami możnowładców litewskich, przyzwyczajonych do samodzielności i braku kontroli wynikającej z rzadkiej obecności króla poświęcającego się głównie sprawom Królestwa Polskiego, nie osłabiła napięcia w stosunkach między nim a litewskimi panami, szczególnie z najmożniejszymi wówczas z nich Gasztołdami i Radziwiłłami. Jedynie z biskupem żmudzkim Mikołajem Radziwiłłem książę utrzymywał bliższe stosunki. Zmęczenie prawie dwudziestoletnią aktywną i prowadzoną w niechętnym środowisku działalnością spowodowało, że Jan w porozumieniu z królem zrezygnował 19 maja 1536 r. z biskupstwa wileńskiego.  Zygmunt I mianował go wówczas biskupem poznańskim, po awansowanym  do Krakowa Janie Latalskim, co zatwierdził papież Paweł III.

### Gospodarz diecezji
Mimo nie najlepszych początków związanych z uległością wobec matki, i mimo że aż do 1531 r. Jan nie przyjął święceń, jego działalność jako biskupa wileńskiego należy ocenić bardzo pozytywnie. Był troskliwym administratorem dóbr kapitulnych i biskupich. Dbał o ich powiększenie. Rozbudowywał sieć parafii, konsekrował kilka kościołów. W 1522 r. rozpoczął gruntowną przebudowę katedry wileńskiej. Po jej pożarze w 1530 r. zajął się energicznie odbudową zatrudniając Włochów: Bernardino Zanobiego de Gianottis i Giovanniego Cini. Część kosztów pokrył z prywatnego majątku. Do kapituły katedralnej wprowadził i uposażył prebendami nowe godności: scholastyka i kantora. W 1526 r. zwołał synod diecezjalny, uchwalone na nim statuty wydał w 1528 r. drukiem. Otaczał się głównie Polakami. Jego ulubieńcami byli stronnicy królowej Bony, bracia Chwaliszewszcy, obdarzeni przez biskupa godnościami kapitulnymi. Sufraganem Jana był polski dominikanin Feliks, kanclerzem Jan Domanowski, sekretarzem i zarazem lekarzem Franciszek Skaryna, będący również drukarzem wydającym księgi po rusku.

## Biskup poznański
24 marca 1537 roku Jan odbył uroczysty wjazd do Poznania (ingres) i objął nową diecezję. Od ostatniego noclegu w Kostrzynie towarzyszyła mu wielka liczba wielkopolskich magnatów i szlachty. Atmosferą odpowiadającego prestiżem wileńskiemu, ale mającego uroki prowincjonalnego spokoju biskupstwa, nie nacieszył się długo. Wkrótce zapadł na gorączkę czterodniową (febra quartana) i po kilku miesiącach zmarł w Poznaniu w wieku 39 lat, dnia 18 lutego 1538 r. Zgodnie ze swym życzeniem został pochowany w katedrze wileńskiej (31 marca 1538), w ufundowanej przez siebie kaplicy zwanej Januszowską.

## Rodzina i inne informacje
Ze związku Zygmunta z Katarzyną Telniczanką urodziły się jeszcze dwie córki. Regina została żoną Hieronima Szafrańca, Katarzynę wydano za  Jerzego III, hrabiego hrabiego Montfort w Szwabii. Plotkowano również, że kolejna córka Beata Kościelecka, (matka Halszki Ostrogskiej), urodzona kilka miesięcy po śmierci męża Telniczanki, Andrzeja Kościeleckiego, jest również dzieckiem króla. Beata wychowywała się na dworze królowej Bony. Tej właśnie siostrze Jan zapisał w testamencie część swoich dóbr, pomijając siostrę Katarzynę i siostrzenice po nieżyjącej już Reginie. Może dlatego, że po śmierci matki w 1528 r. wytoczyły one wobec niego pretensje majątkowe i kontakty z nimi nie były zbyt bliskie, w przeciwieństwie do oficjalnej rodziny króla. Spore sumy Jan zapisał katedrze wileńskiej, największą część majątku przeznaczył dla przyrodniego brata, Zygmunta Augusta.
Powiązania w królewskiej rodzinie wzbudzały zainteresowanie współczesnych, którzy żywo je komentowali. Andrzej Krzycki, poeta i kolega Jana na stanowisku sekretarza królewskiego, późniejszy prymas, oprócz ostrej satyry skierowanej pod adresem Telniczanki, wierszowanych pochwał urody jej córki Beaty, taką zagadkę ułożył po śmierci w tym samym roku (1515) Barbary Zápolyi, pierwszej żony Zygmunta i Andrzeja Kościeleckiego:
I ojciec i matka, ojczym i macocha,
Jednego w jednym czasie.
Powiedz kim byli ?
Rozwiązanie:
Mąż i niewiasta zrodzili syna raz w wolnym wciąż stanie,
Potem się z inną i z innym pobrali, a syn ich pozostał.
To jest wszelako przedziwne, że ojczym ten oraz macocha
Wcześniej pomarli oboje niźli rodziciel i matka.
Nie jest znany wizerunek Jana z Książąt Litewskich współczesny jego czasom. Według Jakuba Brzeźnickiego, który pod koniec XVI w. napisał kontynuację Długoszowego katalogu biskupów poznańskich, Jan „był dość potężnego wzrostu, o okazałym obliczu i twarzy bohatera, która z rysów przypominała niemało króla Zygmunta, z obfitym zarostem o głębokiej czarnej barwie”. Książę używał zmodyfikowanego herbu Jagiellonów.